# Timmermansgatan, Stockholm

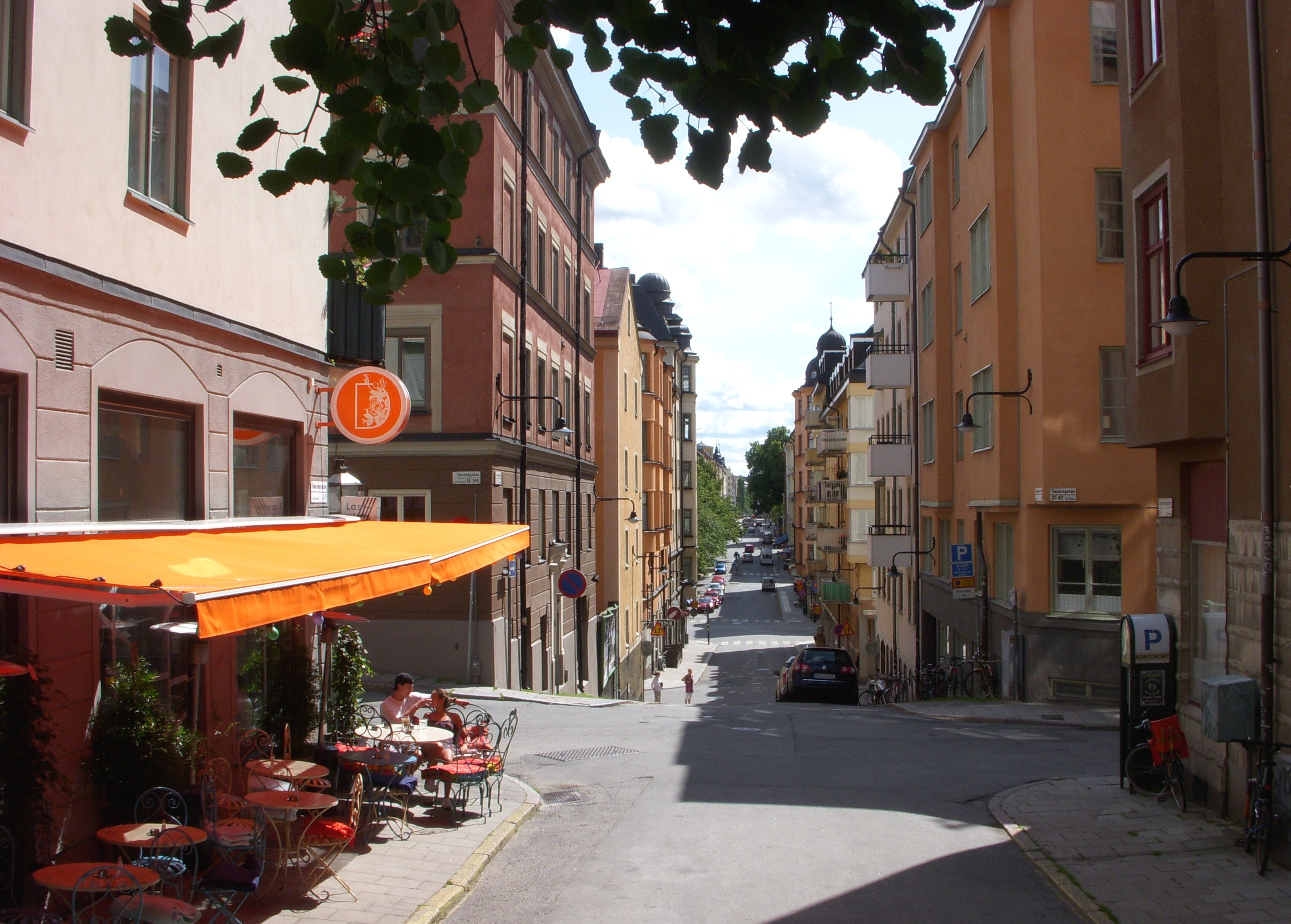
Hela Timmermansgatan från norr till söder.

Motiv från Timmermansgatan av Eugène Jansson

Timmermansgatan är en gata på Södermalm i Stockholm, den sträcker sig från Lilla Skinnarviksgränd på Mariaberget i norr, till Fatbursgatan i söder och är cirka 750 meter lång. 

## Historik
Timmermansgatan fick sitt nuvarande namn fastställt år 1857, men redan 1647 omnämns den som Timbremans gathun. Namnet härrör från timmermansämbetets gård som låg i hörnet Timmermansgatan och Högbergsgatan. Delar av gatan hade tidigare olika namn, som Bengt Bryggares gränd (1670), Arfweds Dawids gata (1674), Arfwidh Dawidz gata (1679) och  Arfwids Dawids gatan (1754). Denne Arvid Davidsson var en rådman som hade sin trädgård vid gatan. 
Timmermansgatan passerar mellan Hornsgatan och Sankt Paulsgatan kvarteret Rosendal mindre. Hörnhuset mot Hornsgatan i detta kvarter uppfördes på 1970-talet medan Södermalmsskolan med adress Timmermansgatan 21 ritades av arkitekten David Dahl i funkisstil på 1930-talet.
Vid Timmermansgatan 2 ligger det kulturhistoriskt värdefulla huset Mälarborgen som restes 1889 enligt Gustaf Hermanssons ritningar och vilket genom sitt läge vid Mariabergets brant är en omisskännlig del av bergets siluett. Konstnären Eugène Jansson, kallad Blåmålaren, hade sin bostad där och målade många av sina motiv över Riddarfjärden. .
Riksförbundet för sexuellt likaberättigande (RFSL) började sin verksamhet 1964 och blev en viktig träffpunkt för homosexuella, deras första egna lokal kallades Timmy och var belägen mitt emot Södermalmsskolan. 

## Kultur
I kvarteret Fatbursbrunnen växte författaren och filmregissören Vilgot Sjöman upp. Han har i den självbiografiska romanen "Linus och Blenda" beskrivit sin uppväxt. För de boende i området förkortades alltid Timmermansgatan till "Timmansgatan"
Maria Kristina Kiellström, förlaga till figuren Ulla Winblad i Carl Michael Bellmans diktning, levde sina sista år i ett hus på  Timmermansgatan 25, där hon avled 1798.
Konstnären Eugène Jansson flyttade till Timmermansgatan 1891 och använde senare trapporna upp till Mariaberget som motiv för sin målning "Motiv från Timmermansgatan" från 1899.